# Demonax protogenes
Demonax protogenes là một loài bọ cánh cứng trong họ Cerambycidae.